# 金メダイ
もしかして
- 金メダル
- キンメダイ

のいずれかではありませんか？